# Fréscano
Fréscano település Spanyolországban,  Zaragoza tartományban. Fréscano Agón, Borja, Mallén és Bisimbre községekkel határos. Lakosainak száma 194 fő (2024).

## Népesség
A település népessége az utóbbi években az alábbiak szerint változott:
| Lakosok száma | 243  | 231  | 237  | 235  | 208  | 207  | 203  | 204  | 204  | 194  |
|               | 2001 | 2004 | 2007 | 2009 | 2012 | 2014 | 2017 | 2019 | 2022 | 2024 |